# Обстрел дома престарелых в Кременной
Обстрел дома престарелых в Кременной Луганской области (Украина) произошёл 11 марта 2022 года в ходе российского вторжения на Украину. Российские войска обстреляли дом с пожилыми людьми из танка, в результате обстрела, по сообщению главы Луганской ОВА Сергея Гайдая, были убиты 56 человек.
Непосредственно дом расположен в Старой Краснянке, пригороде Кременной, находящемся на шоссе, ведущем в Рубежное.

## Предыстория
В начале марта 2022 года, согласно отчёту ООН, «когда активные боевые действия приблизились к дому престарелых», его руководство неоднократно обращалось к местным властям с просьбой эвакуировать постояльцев. Но эвакуация была невозможна, поскольку считалось, что украинские силы заминировали окрестности и заблокировали дороги, говорится в отчёте. Сам дом престарелых построен на холме и находится рядом с ключевой магистралью, что делало его стратегически важным объектом.
7 марта украинские солдаты заняли огневые точки в здании, о количестве солдат и техники напрямую не сообщалось, имеются лишь свидетельства наличия пулемётного гнёзда и противотанковой установки РК-3 «Корсар».
9 марта произошла перестрелка с пророссийскими сепаратистами, «хотя остаётся неясным, какая сторона открыла огонь первой», — говорилось в сообщении ООН. Во время этого первого обстрела никто из персонала или жильцов не пострадал.
К 11 марта в доме оставались 71 постоялец (включая лежачих) и 15 человек обслуживающего персонала.

## Ход события
Десятки пожилых людей и инвалидов, многие из которых были прикованы к постели, оказались запертыми внутри без воды и электричества. В результате нападения 11 марта начался пожар, который распространился по всему зданию. Часть пациентов и сотрудников спаслись. По данным ООН, в живых остались минимум 22 пациента из 71, но точное число погибших остаётся неизвестным.
Как отметил Сергей Гайдай: 

11 марта российские оккупанты из танка обстреляли дом престарелых в Кременной. Цинично и намеренно. Просто подогнали танк, поставили напротив дома и начали стрелять. Те, кто доживали свой век в доме — 56 человек — погибли на месте.
По его словам, 15 выживших россияне похитили и вывезли на оккупированную территорию в город Сватово в областной гериатрический интернат, а украинские экстренные службы и официальные лица подверглись обстрелу, когда попытались проникнуть в этот район.
20 марта генеральный прокурор Украины и уполномоченный по правам человека сообщили о предварительных выводах расследования, совпадающих с показаниями С. Гайдая.
В первой половине апреля российские телеграмм-каналы опубликовали видео из разрушенного дома престарелых в Кременной, на котором было видно много обожжённых тел. The Washington Post проверила местонахождение этих видео и изображений, сравнив их со многими довоенными архивными видео и фотографиями престарелых и подтвердила их идентичность.

## Реакция
Генеральная прокуратура Украины выдвинула против России обвинение в военном преступлении за нападение на медицинское учреждение.
21 марта посольство США на Украине отметило, что Россия понесёт ответственность за это преступление.
В выпущенном в конце июня докладе Управления верховного комиссара ООН по правам человека (УВКПЧ) говорилось, что с начала войны на Украине как российские, так и украинские войска занимали позиции в жилых кварталах и вблизи гражданских объектов, не защищая присутствовавших там мирных жителей, как того требует международное гуманитарное право. В качестве примера подобных действий приводился обстрел дома престарелых в Кременной. УВКПЧ считает, что, заняв боевую позицию внутри дома престарелых, Вооружённые силы Украины «фактически превратили здание в мишень» и несут, возможно, не меньшую ответственность за гибель людей.
В причастном к обстрелу ЛНР уполномоченный по правам человека Виктория Сердюкова 23 марта заявила, что только украинские военные несут ответственность за жертвы в доме престарелых: по её словам, жители были взяты в заложники украинскими «боевиками», и многие из них «сгорели заживо» в пожаре, якобы устроенном украинцами при отступлении.